# Heinrich Göbhardt

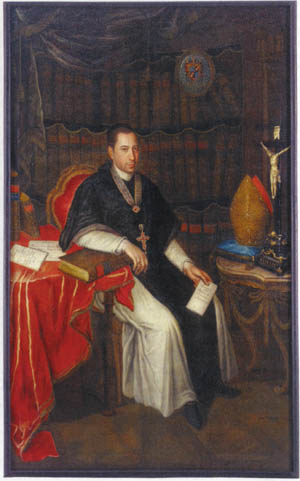
Heinrich Göbhardt

Heinrich Göbhardt (* 5. Dezember 1742 in Bamberg; † 25. Juli 1816 ebenda) war Zisterzienser und der letzte Abt des Klosters Bronnbach bei Wertheim.

## Leben
Heinrich Göbhardt, Taufname Ludwig, war der jüngste Sohn des Buchhändlers Martin Göbhardt zu Bamberg, wo er am 5. Dezember 1742 geboren wurde. Er studierte dort unter Andreas Seelmann, dem späteren Weihbischof in Speyer, Philosophie und ging dann nach Würzburg, um am Zisterzienserkolleg Theologie zu studieren. Am 15. Mai 1764 trat er in die Zisterzienserabtei Bronnbach ein, die damals viele Novizen hatte, verteidigte 1771 in Würzburg Thesen aus der Theologie und studierte dann Jura. Nach Bronnbach zurückgekehrt, widmete er sich seinen Studien, bis er am 5. August 1783 zum Abt gewählt wurde.
Fürstbischof Franz Ludwig von Erthal infulierte ihn zugleich mit dem Propst Melchior Zösch von Kloster Triefenstein am 14. März 1784 (3. Fastensonntag) in der Hofkapelle. Assistenten waren Abt Benedikt Lurz der Benediktinerabtei Neustadt am Main und Propst Franz Xaver Schreiber von Kloster Heidenfeld. 
Bei der Säkularisation 1803 wollte Göbhardt das Kloster Bronnbach in ein Gymnasium umgewandelt haben. Als dieses nicht möglich war, ging er mit einer Pension von dreitausend Gulden am 30. April 1803 in seine Vaterstadt Bamberg zurück, wo er 1816 an der Steinkrankheit starb. Sein Grab befindet sich in St. Getreu.